# Unione dei comuni di Brisighella, Casola Valsenio e Riolo Terme
L'Unione di comuni di Brisighella, Casola Valsenio e Riolo Terme è un Ente Locale sovra comunale, con autonomia statutaria, esistita dal 2009 al 2011, che nel 2009 è subentrata a titolo universale alla soppressa Comunità montana Appennino Faentino.
La sede dell'Unione fu stabilita nel comune di Brisighella.
L'unione fu costituita dai comuni di:
- Brisighella
- Casola Valsenio
- Riolo Terme

Il 1º gennaio 2012 fu sostituita a sua volta dalla nuova Unione della Romagna Faentina che comprende oltre ai tre comuni dell'unione precedente anche i comuni di Faenza, Castel Bolognese e Solarolo.

## Scioglimento della comunità montana
Nel 2008 è stata emessa una delibera dalla Regione Emilia-Romagna che propone lo scioglimento della comunità montana e una riorganizzazione territoriale come segue:
()